# Reith bei Kitzbühel
Pour les articles homonymes, voir Reith.
Reith bei Kitzbühel est une commune autrichienne, située dans le Tyrol.

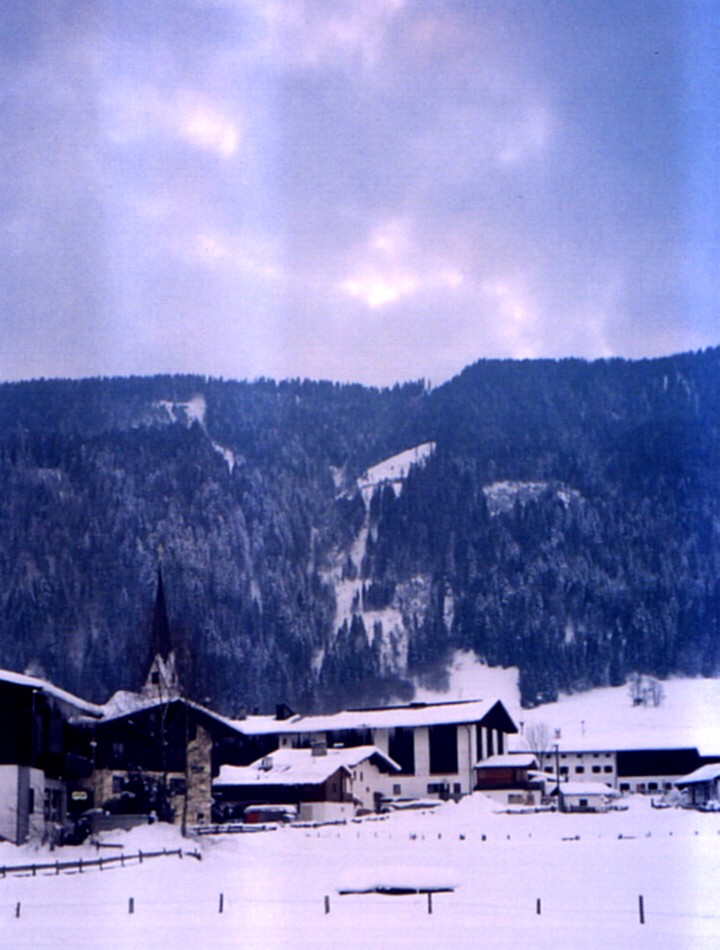
Reith bei Kitzbühel